# Памятник Константину Циолковскому (Санкт-Петербург)
Памятник Константину Эдуардовичу Циолковскому в Санкт-Петербурге был установлен в сентябре 2005 года. Установка памятника была приурочена к дню рождения К. Э. Циолковского.
Памятник стал подарком городу от ЗАО НПК «Технолог».

## История
Первоначально планировалось, что памятник будет открыт к трёхсотлетию Санкт-Петербурга, однако его изготовление затянулось и открытие было перенесено.
Памятник находится в Адмиралтейском районе города на улице Циолковского около дома номер 11, рядом с набережной Обводного канала.
На торжественной церемонии открытия памятника присутствовала правнучка К. Э. Циолковского Елена Тимошенкова, являющаяся директором Дома-музея Циолковского в Калуге.
Автор памятника — скульптор Ливон Амбарцумович Бейбутян, архитекторы — Ольга Глазова и Игорь Заболотский. Помимо них над мемориальным комплексом работали архитекторы В. К. Романов, Г. К. Баграмян, П. И. Гиль, В. А. Яковлев, Н. В. Хунцария, Х. И. Абдурагимов, А. К. Сабиров, И. Г. Уралов.

## Описание памятника
Памятник представляет собой выточенную из цельного куска серого гранита полноростовую фигуру К. Э. Циолковского. Гранит для создания памятника был привезён из окрестностей Выборга.
Циолковский представлен сидящим как бы в кресле, в качестве которого выступает каменный массив, из которого вытесана фигура. По первоначальному замыслу авторов учёный должен был быть изображён сидящим в кресле, которое также должно было быть высечено из камня, однако позднее было принято решение оставить монумент без этого элемента.
На коленях учёного находится книга.
Длина памятника четыре метра, высота два с половиной метра, ширина полтора метра. Общий вес памятника составляет 25 тонн.
Памятник размещён на мемориальной площадке полукруглой формы, к ней ведут несколько ступеней. Вся площадка выложена гранитом. На территории площадки изображены различные астрономические знаки и символы.